# Spielraum (Ort)

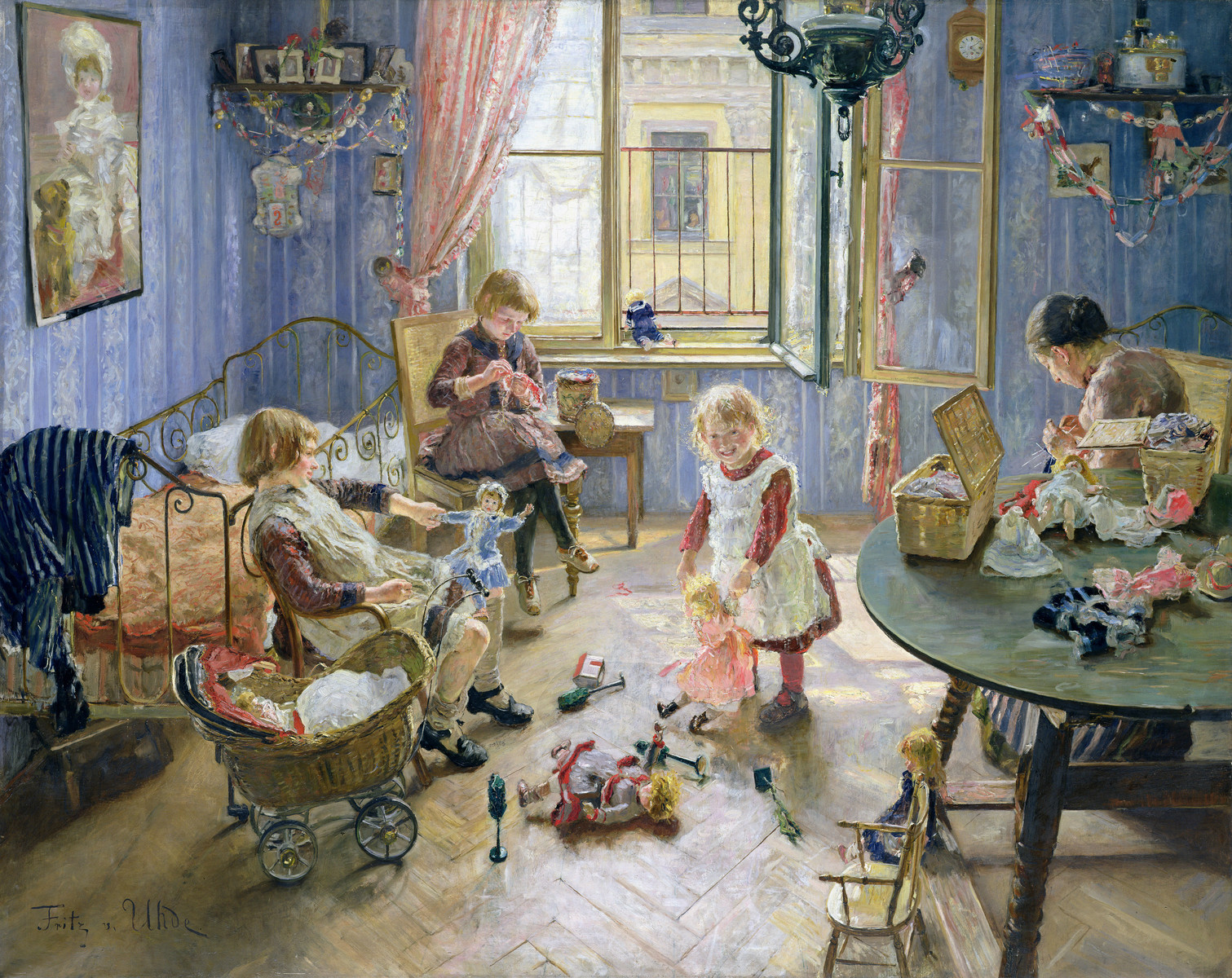
Die Kinderstube (Gemälde von Fritz von Uhde 1889)

Spielraum bezeichnet im Sinne des Spielens, der Spielpädagogik und der Spielwissenschaft eine Örtlichkeit, die zum Zwecke des Spielens gedacht ist und meist auch mit spielförderlichen Einrichtungen und Spielgeräten dazu einlädt, beispielsweise Spielecken, Spielzimmer, Kinderzimmer, Spielhallen, Spielplätze, Sportplätze oder Ludotheken mit ihren Sammlungen von Spielen.

## Charakteristik
Orte für das Spielen finden sich sowohl in überdachten, wettergeschützten Innenräumen als auch in Freigeländen. Sie können der Kinderbeschäftigung (z. B. Spielecken), der Freizeiterholung (z. B. Spielplätze), sportlichen (z. B. Tischtennisräume) oder  pädagogischen (z. B. Spiellandschaften) Zwecken dienen.

## Spielräume als Innenräume

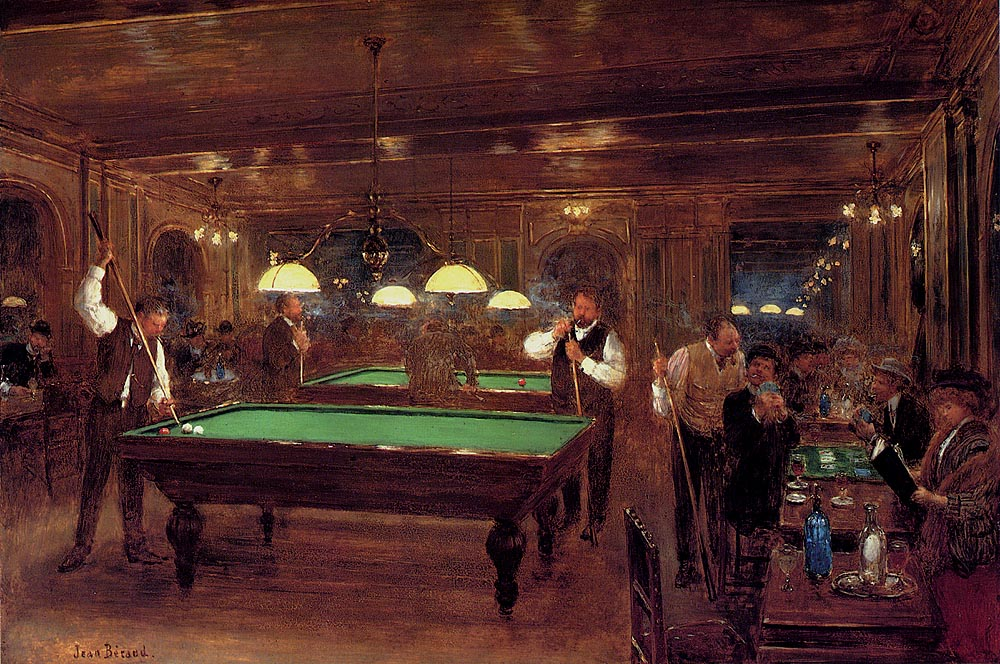
Spielraum für Billard
(Frankreich Ende des 19. Jahrhunderts)

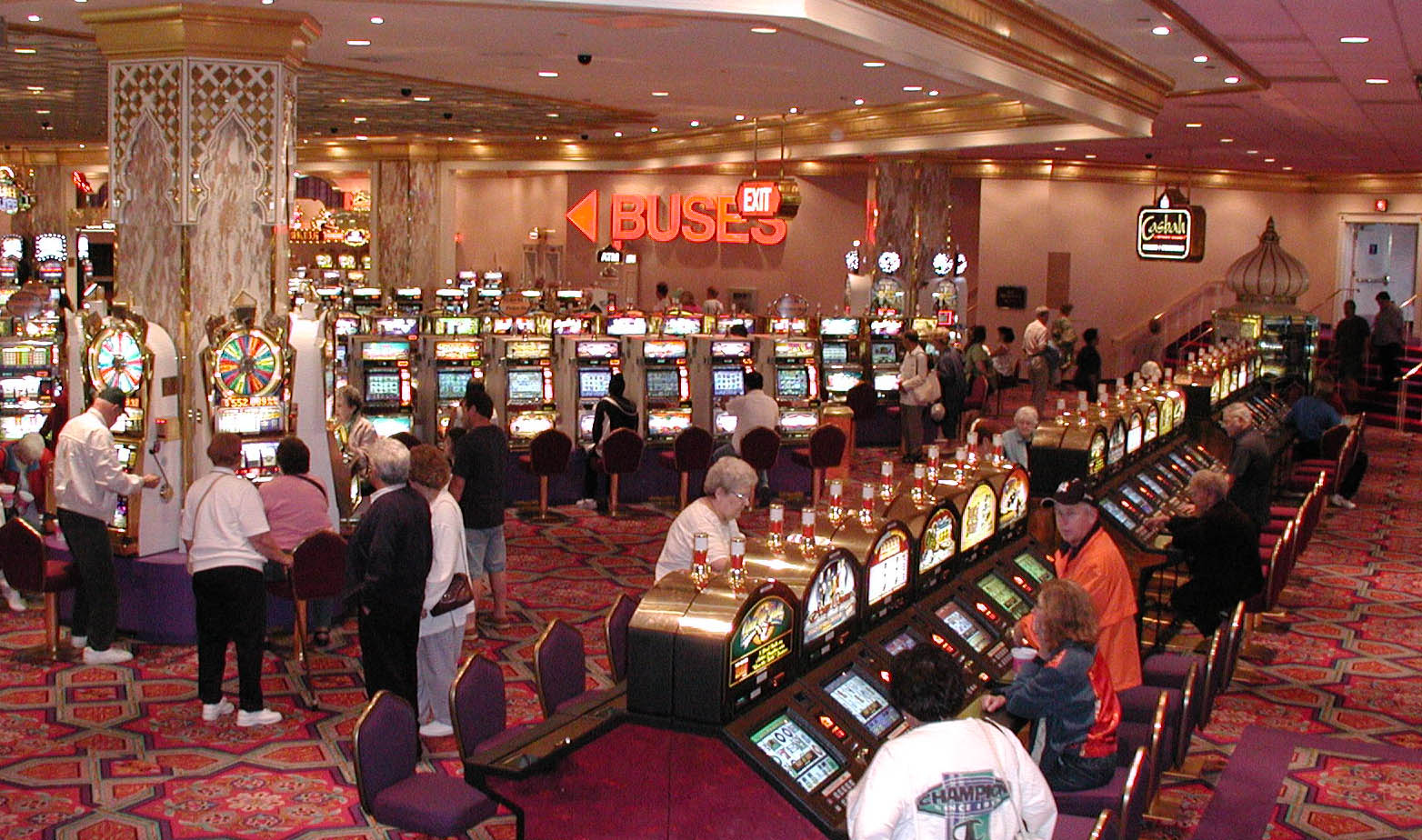
Spielraum mit Spielautomaten (Casino in New Jersey)

Kinderzimmer, Spielzimmer, Spielhallen, Ludotheken, Spielotheken, Spielcasinos, Billardräume, Tischtennisräume sind charakteristische Örtlichkeiten für das Spielen in relativ engen Innenräumen. Da sie wettergeschützt sind, können sie auch mit empfindlichen und werthaltigen Spielgegenständen eingerichtet werden, wie mit Billardtischen oder Computern. Hier ist Spielen bei jeder Witterung und auch noch bei Dunkelheit möglich.

## Spielräume als Freigelände

Beschilderung eines Spielraums für Kinder im Straßenverkehr
Spielstraße
Zeichen 325.1 Beginn des Verkehrsberuhigten Bereichs
Zeichen 325.2 Ende des Verkehrsberuhigten Bereichs

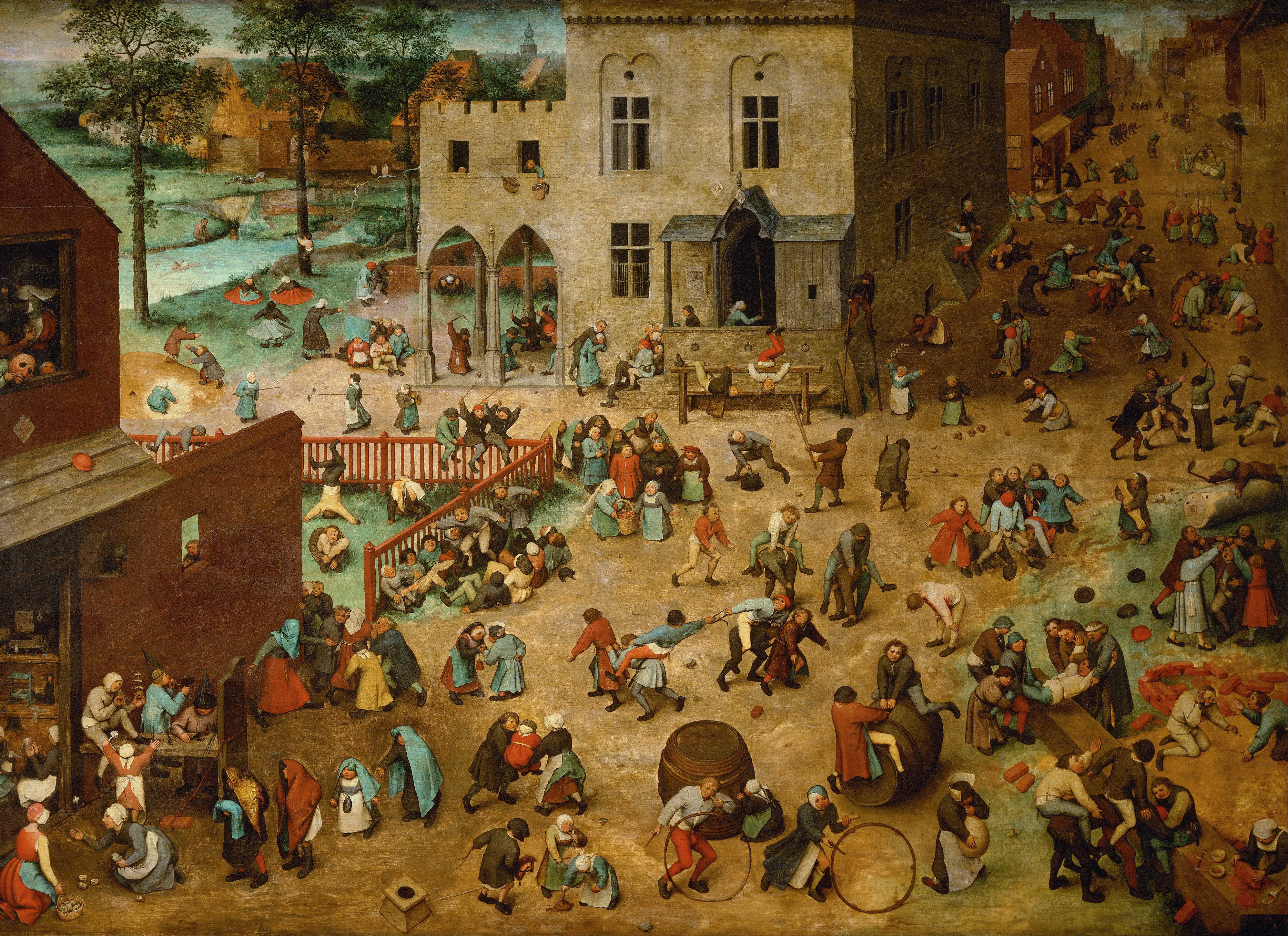
Die Straße als Spielraum: Pieter Brueghel d. Ä.: Die Kinderspiele, 1560

Durch Verkehrszeichen markierte Spielstraßen oder ausgeschilderte Spielplätze und Sportplätze sind die am häufigsten anzutreffenden Spielräume in Freigeländen. Es handelt sich in der Regel um künstlich angelegte Reservate in Wohngebieten, die den anwohnenden Kindern, geschützt vor Verkehrsgefahren und Erwachsenenübergriffen, ein ungestörtes Spielen und Treffen mit Nachbarskindern ermöglichen bzw. Raum für das Ausüben der großen Sportspiele geben sollen. Die Kinderspiele werden fast immer durch Zäune und Sichthindernisse vom Verkehrsleben der Erwachsenen abgeschirmt. Hinweisschilder geben Verhaltensregeln und verweisen auf die Altersgruppen, für die das Spielgelände als geeignet angesehen wird.
Bei der Entdeckung attraktiver Spielräume spielt jedoch vor allem das Naturgelände eine herausragende Rolle.

## Spielräume zur Kinderbeschäftigung
In Kaufhäusern, Museen, Wartezimmern, Eisenbahnen, auf Kreuzfahrtschiffen, aber auch in den Klassenzimmern der Grundschulen finden sich häufig Spielecken für Kinder, die in erster Linie der Beschäftigung und anregenden Unterhaltung der Kinder dienen sollen. Sie vermeiden Langeweile, verkürzen schwer erträgliche Wartezeiten und schaffen den Erwachsenen Freiräume für eigene Betätigungen.
Kinderzimmer sind in der Regel pflegeleichte, mit persönlichem Lieblingsspielzeug ausgestattete Räumlichkeiten, die vorrangig den Kindern als ihr privater Lebensbereich zur Verfügung stehen. Hier sollten sie, von Erwachsenen ungestört, ihrem natürlichen Spieltrieb nachgehen können. In Kindergärten ist meist der Großteil der Räumlichkeit im Sinne der Möglichkeit zum Spiel gestaltet.

## Spielräume zur sportlichen Betätigung
Sportplätze und Hallenräume mit eingezeichneten Spielfeldern, mit Toren, Volleyballnetzen und Basketballkörben sind für die Betätigung in Sportspielen wie Fußball, Handball, Basketball oder Volleyball gedacht.

## Spielräume zum Abenteuererleben
Der Zweckausrichtung von Abenteuererleben dienen speziell ausgestaltete Spielräume wie Robinson-, Bau- oder Abenteuerspielplätze für die jüngeren Kinder und Skateparks oder ähnliche Einrichtungen für die älteren Kinder und Jugendlichen. Sie geben mit ihrer speziellen Geräteausstattung viel Freiraum zum eigenen Ausprobieren und Mut beweisen. Sogenannte Spiellandschaften schaffen in größerem Rahmen und auf noch großzügigeren Spielflächen Erlebnisräume, die oft auch Raum für eigene Gestaltungen zulassen und denen damit ein besonderer Spielwert zukommt.

## Spielräume als Lernräume
Spielräume aller Art lassen sich auch mit Lerngelegenheiten verbinden. So bietet die Naturlandschaft die Möglichkeit, Pflanzen und Tiere in das Entdeckungsstreben einzubeziehen. Aber auch Innenräume eignen sich etwa für die Lösung von Quizaufgaben und zur Schulung von Sinneserfahrungen.

## Psychologische und soziale Bedeutung von Spielraum
Kinder und Jugendliche benötigen für eine gesunde Entwicklung Räume, in denen sie sich selbstbestimmt bewegen, in denen sie spielen und miteinander kommunizieren können.
Aber auch Erwachsene brauchen Räume, in denen sie neben der Arbeit je nach ihren speziellen Interessen auch dem Bedürfnis nach Spielen nachgehen können. Nach Friedrich Schiller lässt das Spielen den Menschen im Vollsinne des Worts zu sich selbst kommen und „Mensch werden“. Es eröffnet nach Siegbert Warwitz nicht nur spannende Erlebnismöglichkeiten, sondern auch eine Chance, sich als Persönlichkeit wahrzunehmen, seine sozialen Bedürfnisse auszuleben und Lernprozesse einzuleiten. Spielwissenschaftler wie Johan Huizinga gehen sogar so weit, dem „Homo ludens“ (dem spielenden Menschen) eine kulturschaffende und kulturtragende Rolle zuzuweisen. Dazu benötigen alle Generationen geeignete Räume zum Spielen.

## Einzelbelege
1. ↑  U. Höfele: Der Dunkelraum als Abenteuerspielplatz der Sinne, Dortmund 1995.
2. ↑  Silke Jensch: Die Natur als Spielanlass, Spielraum und Spielpartner, Wissenschaftliche Staatsexamensarbeit GHS, Karlsruhe 2001.
3. ↑  Siegbert A. Warwitz, Anita Rudolf: Spiellandschaften gestalten, In: Dies.: Vom Sinn des Spielens. Reflexionen und Spielideen. 5. Auflage, Verlag Schneider, Baltmannsweiler 2021, S. 197–209.
4. ↑  Günter Beltzig: Kinderspielplätze mit hohem Spielwert, Augsburg 1987.
5. ↑  Hans-Jörg Lange (Hrsg.): Ökologische Spiel(t)räume - Ein Fachbuch zur Spielraumplanung und Spielraumgestaltung. Bund der Jugendfarmen und Aktivspielplätze, Stuttgart 1997.
6. ↑  U. Höfele: Der Dunkelraum als Abenteuerspielplatz der Sinne, Dortmund 1995.
7. ↑  Siegbert A. Warwitz, Anita Rudolf: Vom Sinn des Spielens. Reflexionen und Spielideen. 5. Auflage, Verlag Schneider, Baltmannsweiler 2021.
8. ↑  F. Schiller: Über die Ästhetische Erziehung des Menschen. 15. Brief. Sämtliche Werke. Band 4. Stuttgart 1874. S. 591–595.
9. ↑  Siegbert A. Warwitz, Anita Rudolf: Vom Sinn des Spielens. Reflexionen und Spielideen. 5. Auflage, Verlag Schneider, Baltmannsweiler 2021.
10. ↑  Johan Huizinga: Homo Ludens – Vom Ursprung der Kultur im Spiel. Rowohlt, Reinbek bei Hamburg 1987, 19. Auflage, Reinbek 2004